# Jegor Konstantinowitsch Jakowlew
Jegor Konstantinowitsch Jakowlew (russisch Егор Константинович Яковлев; englisch Transkription: Yegor bzw. Egor Konstantinovich Yakovlev; * 17. September 1991 in Magnitogorsk, Russische SFSR) ist ein russischer Eishockeyspieler, der seit Mai 2019 beim HK Metallurg Magnitogorsk in der Kontinentalen Hockey-Liga (KHL) unter Vertrag steht. Mit der russischen Nationalmannschaft wurde er 2014 Weltmeister und gewann unter neutraler Flagge die Goldmedaille bei den Olympischen Winterspielen 2018.

## Karriere
Jegor Jakowlew begann seine Karriere als Eishockeyspieler in seiner Heimatstadt in der Nachwuchsabteilung des HK Metallurg Magnitogorsk, in der er bis 2008 aktiv war. Anschließend schloss er sich Ak Bars Kasan an, für dessen zweite Mannschaft er zunächst ein Jahr lang in der drittklassigen Perwaja Liga aktiv war. Von 2009 bis 2011 spielte er für die Juniorenmannschaft Bars Kasan in der multinationalen Nachwuchsliga Molodjoschnaja Chokkeinaja Liga. Parallel gab der Verteidiger in der Saison 2010/11 sein Debüt für die Profimannschaft von Ak Bars Kasan in der Kontinentalen Hockey-Liga, wobei er bei seinem einzigen Einsatz punkt- und straflos blieb. Darüber hinaus lief er für Neftjanik Almetjewsk in der Wysschaja Hockey-Liga auf und erreichte mit der Mannschaft das Playoff-Finale.

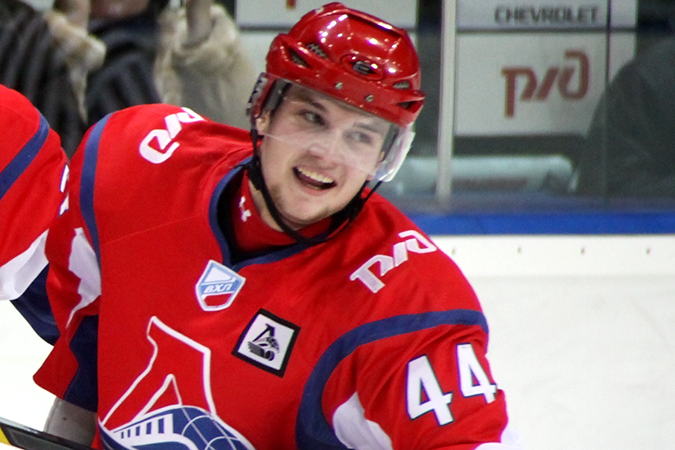
Jegor Jakowlew im Trikot von Lokomotive Jaroslawl (Okt. 2012)

Die Saison 2011/12 begann Jakowlew ebenfalls bei Bars Kasan in der MHL sowie Neftjanik Almetjewsk in der Wysschaja Hockey-Liga, ehe er im Laufe der Spielzeit zu Lokomotive Jaroslawl wechselte. Daraufhin stand er für die Juniorenmannschaft Loko Jaroslawl in der MHL sowie die Profimannschaft des Vereins in der Wysschaja Hockey-Liga auf dem Eis. Diese hatte aufgrund des Flugzeugabsturz bei Jaroslawl und dem Tod fast des gesamten KHL-Kaders als Gastmannschaft in der zweiten Liga teilgenommen. In der Saison 2012/13 setzte sich der Linksschütze als Stammspieler bei Lokomotive Jaroslawl durch, nachdem die Mannschaft wieder am Spielbetrieb der KHL teilnahm. Parallel spielte er zudem in zwei Spielen für die zweite Mannschaft des Vereins in der Wysschaja Hockey-Liga.
Ab der Saison 2013/14 spielte er ausschließlich im KHL-Team von Lokomotive und entwickelte sich dabei zum Nationalspieler. Nach der Saison 2014/15 lief sein Vertrag mit dem Klub aus und Jakowlew wechselte im Juni 2015 zum SKA Sankt Petersburg, wo er einen Dreijahresvertrag unterschrieb. Mit Sankt Petersburg gewann der Verteidiger im Jahre 2017 den Gagarin-Pokal und wurde damit russischer Meister. Nach der Spielzeit 2017/18 entschloss sich der Russe zu einem Wechsel nach Nordamerika und unterzeichnete im Mai 2018 einen Einjahresvertrag bei den New Jersey Devils aus der National Hockey League (NHL). Am 11. November 2018 debütierte der Verteidiger in der National Hockey League. Parallel kam der für deren Farmteam, die Binghamton Devils, in der American Hockey League zum Einsatz. Im Mai 2019, nach 25 absolvierten Partien für die Devils, kehrte Jakowlew nach Russland zum HK Metallurg Magnitogorsk aus seiner Geburtsstadt zurück. Mit dem Klub gewann er im Jahr 2024 den Gagarin-Pokal.

### International
Mit der russischen Nationalmannschaft gewann Jakowlew eine Gold- und eine Silbermedaille bei den Weltmeisterschaften 2014 und 2015. Zudem vertrat er sein Heimatland unter neutraler Flagge bei den Winterspielen 2018 und wurde dort Olympiasieger. Vier Jahre später folgte der Gewinn der Silbermedaille.

## Erfolge und Auszeichnungen
- 2017 Gagarin-Pokal-Gewinn und Russischer Meister mit dem SKA Sankt Petersburg
- 2022 KHL First All-Star Team
- 2024 Gagarin-Pokal-Gewinn und Russischer Meister mit dem HK Metallurg Magnitogorsk

### International
| - 2014 Goldmedaille bei der Weltmeisterschaft - 2015 Silbermedaille bei der Weltmeisterschaft - 2018 Goldmedaille bei den Olympischen Winterspielen | - 2022 Silbermedaille bei den Olympischen Winterspielen - 2022 All-Star-Team der Olympischen Winterspiele |

## Karrierestatistik
Stand: Ende der Saison 2023/24

### International
| Vertrat Russland bei: - Weltmeisterschaft 2014 - Weltmeisterschaft 2015 - Weltmeisterschaft 2018 | Vertrat die Olympischen Athleten aus Russland bei: - Olympischen Winterspielen 2018 Vertrat das Russische Olympische Komitee bei: - Olympischen Winterspielen 2022 |

(Legende zur Spielerstatistik: Sp oder GP = absolvierte Spiele; T oder G = erzielte Tore; V oder A = erzielte Assists; Pkt oder Pts = erzielte Scorerpunkte; SM oder PIM = erhaltene Strafminuten; +/− = Plus/Minus-Bilanz; PP = erzielte Überzahltore; SH = erzielte Unterzahltore; GW = erzielte Siegtore; 1 Play-downs/Relegation; Kursiv: Statistik nicht vollständig)